# Olijfkrans

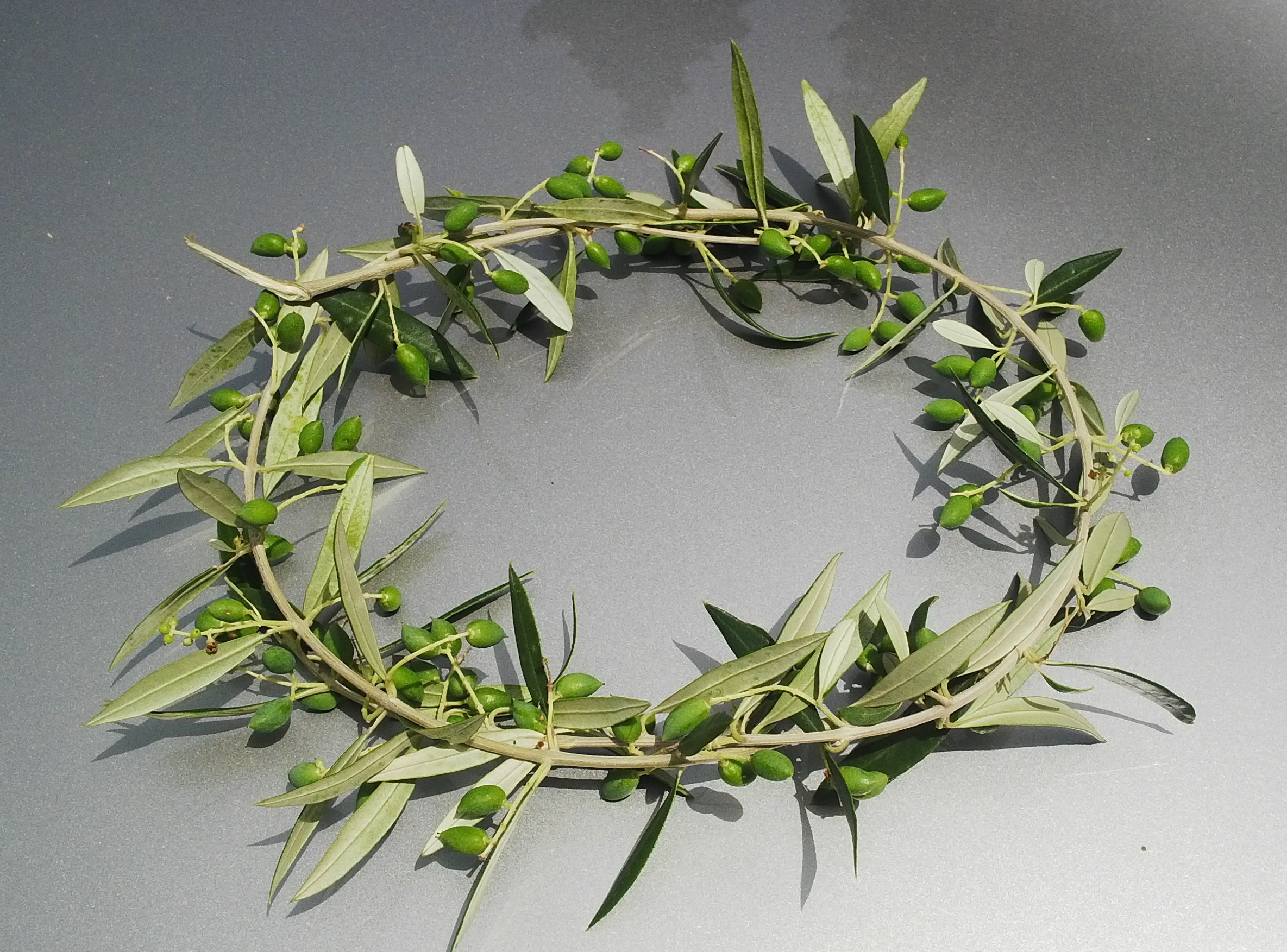
Olijfkrans

De olijfkrans was de prijs die de winnende atleet bij de Olympische Spelen in de Klassieke Oudheid won. Bij de wagenrennen ging de krans naar de eigenaar van de paarden, die vaak niet door de eigenaar, maar door een slaaf werden gemend.